# Ruská hudební matice
Ruská hudební matice rusky Ру́сское музыка́льное о́бщество (zrk. РМО od roku 1868 Carská Ruská hudební matice / Императорское Русское музыкальное общество, ИРМО) bylo ruské hudebně-pedagogické sdružení, působící ve druhé polovině 19. až začátku 20. století, které se zaměřovalo na šíření (содействовать распространению) hudebního vzdělávání, (приобщению) široké veřejnosti k „vážné“ hudbě, „podpoře domácích talentů“.
Matice byla zaštiťována carskou rodinou (hlavními patrony byli velkokněžna Jelena Pavlovna (1860—1873), velkokníže Konstantin Nikolajevič Romanov (1873—1881), velkokníže Konstantin Konstantinovič Romanov (od roku 1881) ad.). Zpočátku mělo sdružení název „Ruská hudební matice“ (РМО) a prvních 10 let (1859—1868) působilo pod tímto názvem. Činnost matice vyústila založením Petrohraské carské hudební konzervatoře.

## Dějiny

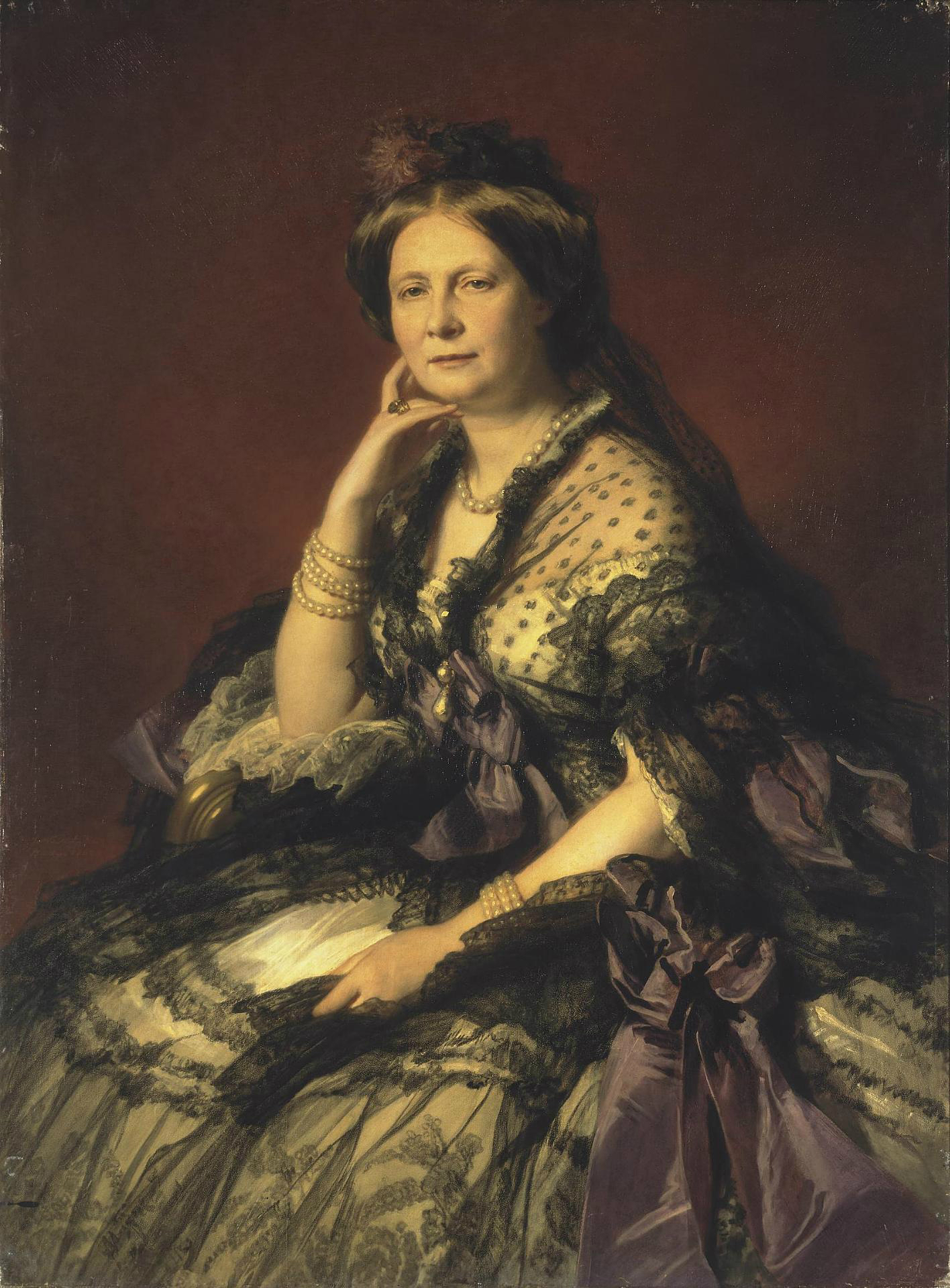
Velkokněžna Jelena Pavlovna

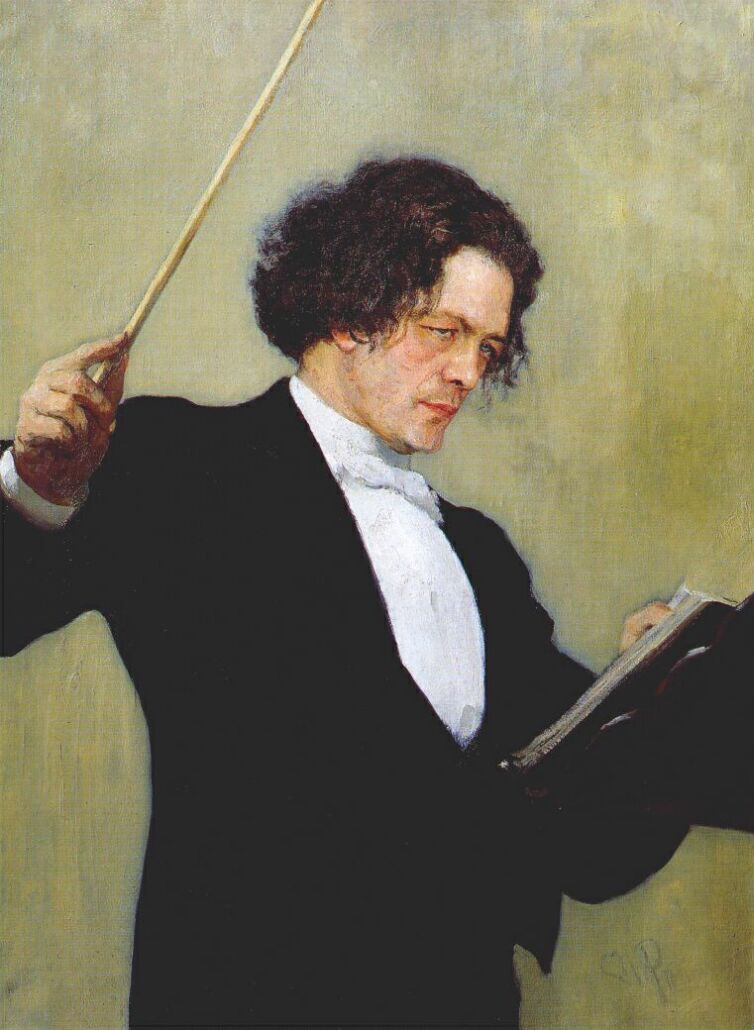
Anton Rubinštejn

V Petrohradu, v domě hrabat Vělgorských (polsky Wielhorski), se v roce 1840 utvořilo „Symfonické hudební sdružení“ (Симфоническое музыкальное общество), které však kvůli nedostatku prostředků muselo na začátku roku 1851 ukončit činnost. Později jej nahradilo „Koncertní sdružení“ (Концертное общество), založené roku 1850 v domě skladatele a vynikajícího houslisty, knížete A. F. Lvova (autora carské hymny „Боже, царя храни! - Bože, Carja chrani!“). Toto „Koncertní sdružení“ každoročně v době Velkého postu pořádalo tři koncerty v sále Dvorní pěvecké kapely.